# Reinilda Duré
Reinilda Duré Rodas (1956) es una botánica, profesora, curadora y exploradora paraguaya. Ha trabajado con especies del Cerrado en Paraguay, a través del Missouri Botanical Garden, y en coautoría de su colega Nélida Soria. Desarrolla actividades científicas en el Departamento de Botánica, de la Dirección de Investigación Biológica / Museo Nacional de Historia Natural del Paraguay (dependiente de la Dirección General de Protección y Conservación de la Biodiversidad, del Ministerio del Ambiente y Desarrollo Sostenible), de la ciudad de San Lorenzo.
En 1981, obtuvo la licenciatura en Ciencias Biológicas (Biología Vegetal), por el Instituto de Ciencias Básicas (ICB), Universidad Nacional de Asunción. En 1991, obtuvo su M.Sc. con Estudo taxonômico do gênero Indigofera L. (Leguninosae) no Brasil e Paraguai, por la Universidad Federal do Rio de Janeiro; y en 2000, defendió la tesis de doctorado: Revisión del género Cuphea (Lythraceae) de Paraguay, por la Universidad de Barcelona.
Desde 2000, cumple funciones técnicas en la Secretaría del Ambiente (SEAM).

## Algunas publicaciones
- l. Ramella, p. Perret, j. Molero Briones, reinilda Duré rodas. 2009. Tipificación en Pleurophora D.Don (Lythraceae) de la flora del Paraguay. Candollea 64 (2): 307-308
- j. Molero Briones, a. Rovira, j. Simón, reinilda Duré rodas, d.f. Diana. 2002. IOPB: Chromosome data 18 Reports. International Organization of Plant Biosystematist Newsletter 34: 22-24

### Libros
- Reinilda Duré Rodas, Julià Molero Briones. 2010. Lythraceae. Flora del Paraguay 40, ISSN 0254-8453 Ediciones des Conservatoire et Jardin botaniques de la Ville de Genève, 152 pp. ISBN 2827705427, ISBN 9782827705429
- Reinilda Duré Rodas, G. Maciel Barroso. 1991. Estudo taxonômico do gênero Indigofera L. (Leguminosae) no Brasil e Paraguai. Rio do Janeiro, UFRJ, 1991, 392 pp.

## Eponimia
- (Malvaceae) Sida dureana RKrapov.[6]